# 東京市史稿
『東京市史稿』（とうきょうししこう）は東京市及び東京都によって刊行された編年体の史料集。明治44年（1911年）から令和3年（2021年）までに全11篇184巻を刊行し、終刊となった。
本来は明治維新から東京市成立（1901年）までの歴史を編纂することが目的であったが、維新前の歴史も参考として収められることとなり、実際には江戸時代の内容が記述の大半を占めることになった。
東京市の事業として明治44年（1911年）に刊行が始まり、昭和18年（1943年）の東京都制施行後は東京都に事業が引き継がれた。1968年以降は東京都公文書館が編纂を継続した。

## 沿革
明治34年（1901年）10月、東京市参事会員中鉢美明の建議による「東京市政ニ関スル沿革史ヲ調査編纂スルノ議」が市参事会で可決され、東京市沿革史編纂委員が設置された。内容は「明治元年ヨリ三十四年度ニ至ル本市ニ関スル制度ノ沿革ヲ調査編纂スル」ことであった。翌年、東京市会で3ヶ年事業とされ、毎年予算が配分されたが、明治37年（1904年）には日露戦争により予算が縮小し、延期を余儀なくされた。
明治39年（1906年）、史論家・塚越芳太郎（停春）が招かれ、編集の中心となった。明治40年（1907年）には資料調査が概ね整い、4月に起稿、具体的な編集方針が定められた。篇立はとりあえず次の通りとし、全篇の完成を待たずに脱稿した篇から「東京市史稿」と題して出版することとなった。

### 当初の刊行計画
1. 総記　東京市史
2. 各記第一　東京市地史
  - 総記
  - 前記一　立市前ノ沿革
  - 前記二　徳川氏時代ノ沿革
  - 本記　維新以来ノ沿革
  - 附記　東京市地史年表
  - 各記一　皇城史
  - 各記二　市街史
  - 各記三　港湾史
  - 各記四　河渠史
  - 各記五　池沼史
  - 各記六　道路史
  - 各記七　橋梁史
  - 各記八　上水史
  - 各記九　下水史
  - 各記十　遊園史
  - 各記十一　墓地史
  - 各記十二　変災史
3. 各記第二　東京市政史
4. 各記第三　東京市産業史
5. 各記第四　東京市交通史
6. 各記第五　東京市教育史
7. 各記第六　東京市宗教史
8. 各記第七　東京市衛生史
9. 各記第八　東京市兵事史
10. 各記第九　東京市救済史
11. 各記第十　東京市文芸史
12. 各記第十一　東京市風俗史
13. 各記第十二　東京市外事史
14. 各記第十三　東京市民史
15. 附記　東京市発達年表

もともとの構想は明治の市政史を記述するものであったが、刊行計画では東京の歴史全体に対象が拡大している。また、「前記」として江戸時代以前の歴史も記述の対象となった。
この内実際に刊行されたものは一部であるが、基本的な枠組みは変わっていない。もっとも時代が下ると目次の数字も乱れている。

## 実際に刊行された各篇
- 『皇城篇』全5巻 -  明治44年（1911年）から大正7年（1918年）にかけて刊行。江戸城やそれ以前の時代も含め、明治28年（1895年）5月までを収める。
- 『御墓地篇』全1巻 - 大正2年（1913年）刊行。『皇城篇』から分立した。元治元年（1864年）の山陵奉行設置から明治19年（1886年）までの記事を収める。
- 『変災篇』全5巻 - 大正3年（1914年）から大正6年（1917年）にかけて刊行。第1巻に震災、第2-3巻に風水災、第4-5巻に火災を収める。
- 『上水篇』全4巻 - 大正8年（1919年）から大正12年（1923年）及び昭和29年（1954年）に刊行。明治34年（1901年）までの記事を収める。
- 『救済篇』全4巻 - 大正10年（1922年）から翌年にかけて刊行。慶応3年（1867年）までの記事を収める。
- 『港湾篇』全5巻 - 大正15年（1927年）から昭和2年（1927年）まで刊行。大正2年（1913年）4月までの記事を収める。
- 『遊園篇』全7巻 - 昭和4年（1929年）から昭和11年（1936年）及び昭和28年（1953年）に刊行。明治31年（1898年）までの記事を収める。
- 『宗教篇』全3巻 - 昭和7年（1932年）から昭和15年（1940年）にかけて刊行。慶長7年（1602年）までの記事で中断している。
- 『橋梁篇』全2巻 - 昭和11年（1936年）と昭和14年（1939年）に刊行。安永3年（1774年）2月16日の記事で中断している。
- 『市街篇』全87巻 - 大正3年（1914年）刊行開始、昭和3年（1928年）以降戦時中を除き平成8年（1996年）まで毎年刊行。明治27年（1894年）7月30日までの記事を収める。
- 『産業篇』全61巻 - 昭和10年（1935年）刊行開始、昭和29年（1954年）以降、令和3年（2021年）までほぼ毎年刊行。慶応3年（1867年）までの記事を収める。

## 都史資料集成
『東京市史稿』市街編が中断した後に、事業を継承して刊行されている。時代に沿ったテーマを設定し、テーマ別の史料集としている。
- 第1期（明治27年から昭和20年まで）：1998年より刊行。「日清戦争と東京」「震災復興期の東京」など本編12巻（15冊）。
- 第2期（昭和18年から昭和30年代まで）：2013年より刊行。「東京都制の成立」「オリンピックと東京」など本編6巻、図録2冊を刊行済（2023年5月現在）。残り2巻を刊行予定。

## 関連書

### 東京市史外篇
昭和初年に第一輯と第二輯が計画されたが、第一輯の一部のみが実際に刊行された。
1. 安藤直方著『講武所』昭和5年（1930年）※
2. 安藤直方著『天下祭』昭和14年（1939年）
3. 木村荘五著『徳川時代の金座』昭和6年（1931年）※
4. 鷹見安二郎著『日本橋』昭和7年（1932年）※
5. 『集註小田原衆所領役帳』全4冊、昭和11年（1936年）※

（※は昭和63年（1988年）聚海書林によって復刊）

### 都史紀要
第2次世界大戦後に刊行された「江戸東京の歴史に関する調査研究報告」で、かつての「東京市史外篇」の姉妹編ともいえるもの。「銀座煉瓦街の建設」「元禄の町」など42冊を刊行している（2014年刊の「江戸の広小路」まで）。

## 註釈
1. ↑  「東京市史稿の終刊にあたって」『東京都公文書館だより』第38号（2021年3月）。
2. ↑  「東京市史編纂事業沿革」
3. ↑  刊行分の他、第一輯は「町会所」「札差」「江戸の俳諧」「隅田川」「江戸の寄席」「江戸名物考」、第二輯は「帝都の背景」「伝馬と飛脚」「社寺の分布」「江戸図の研究」「寛政時代の劇場」「両国と中洲」「学問所と寺子屋」等を予定していた。
4. ↑  都史紀要1 はしがき。当初は謄写版、1958年以降は活字版で刊行。
5. ↑  「都史紀要」。